# كيث ماكفيرسن سميث
كيث ماكفيرسن سميث (بالإنجليزية: Keith Macpherson Smith)‏ هو طيار أسترالي، ولد في 20 ديسمبر 1890 في أستراليا، وتوفي في 19 ديسمبر 1955 في سيدني في أستراليا.

## وصلات خارجية
- كيث سميث على موقع الموسوعة البريطانية (الإنجليزية)
- كيث سميث على موقع الموسوعة البريطانية (الإنجليزية)